# Risotto à la milanaise
Le risotto à la milanaise (risotto alla milanese ou riso giallo, en italien ; ris sgiald ou risot a la milanesa, en langue lombarde) est un riz de variété carnaroli ou arborio nacré dans du beurre, des oignons, de la moelle de bœuf et du vin blanc, et mouillé avec un bouillon aromatisé au safran.

## Historique
Selon certains chroniqueurs gastronomiques tels Claudia Roden et Clifford Wright, le risotto alla milanese descendrait directement d'une recette médiévale du riz au safran, sorte de riz pilaf doré au safran, connue à l'époque aussi bien des Arabes que des Juifs vénitiens.
Une légende fait remonter sa création à 1574 : le maître verrier Valerio di Fiandra et son jeune assistant, grands amateurs de mets au safran, incorporaient cette épice dans leurs préparations de teinture de verre, permettant ainsi d'obtenir une couleur plus brillante aux vitraux du dôme de Milan. Le jour du mariage de la fille de son maître, le jeune assistant ajouta du safran au riz qui était servi au mariage de son patron, rappelant la couleur identique obtenue par la décoration des plats aux feuilles d'or et donnant une saveur si appréciée que l'idée se propagea dans la ville.
Dès le XVIe siècle, la recette du riz à la lombarde apparaît dans la littérature culinaire : dans son ouvrage l'Opera dell'Arte del Cucinare, Bartolomeo Scappi décrit le « vivanda di riso alla lombarda » (« mets de riz à la lombard ») qui est une recette composée de riz bouilli, fromage, œufs, sucre, cannelle, cervellata (saucisse milanaise ancienne et typique aromatisée de safran) et de morceaux de chapon.
En 1809, l'anonyme milanais Il cuoco moderno présente une préparation — proche de la recette actuelle — appelée « riso giallo in padella » (riz jaune en casserole) en décrivant un riz revenu dans du beurre et des oignons : au riz sont ajoutés la cervellata, la moelle puis le bouillon, dans lequel est dissous préalablement le safran.
Enfin en 1853, dans son livre Il nuovo cuoco milanese economico, Felice Luraschi, cuisinier milanais fameux, donne une recette intitulée « riso giallo alla milanese » composée d'ingrédients (beurre, moelle, safran et fromage râpé) similaires à ceux utilisés aujourd'hui.
À la fin du XIXe siècle, Artusi donne une version presque définitive en y ajoutant du vin blanc.
En 1984, l'éclectique chef de cuisine Gualtiero Marchesi réinvente à sa façon le risotto milanais en le décorant d'un carré de feuille d'or, embossé au centre.
En 2007, la commune de Milan attribue la denominazione comunale (De.Co.) au risotto comme produit typique milanais avec le panettone, la michetta, la cassoeula et l'ossobuco. À noter que la recette du risotto alla milanese De.Co. proscrit l'usage de vin.